# Láver György
Láver György (szlovákul: Juraj Láver, ukránul: Георгій Михайлович Лавер, Heorhij Mihajlovics Laver, oroszul: Георгий Михайлович Лавер, Georgij Mihajlovics Laver) (Ignéc, Csehszlovákia, 1923. március 7. – 2017. augusztus 16.) csehszlovák, magyar, ukrán és szovjet hátvéd labdarúgó, labdarúgóedző és sportvezető. A magyar középfokú tanintézetek labdarúgócsapatai részvételével lebonyolított Szent László kupa-sorozat győztese (1941). A magyar nemzeti bajnokság második osztályában negyedik helyezést ért el (1944), az ukrán másodosztályú bajnokságban pedig kétszer szerzett bajnoki címet (1946, 1953) úgy, hogy ezekben az években a Szovjet labdarúgókupa negyeddöntőse és az Ukrán labdarúgókupa elődöntőse is volt. A szovjet utánpótlás-csapatok közötti bajnokságnak aranyérmese.

## Pályafutása
Az általános iskolai tanulmányait a Munkács melletti Ignécen folytatta, majd felvételt nyert a Munkácsi orosz nyelvű gimnáziumba, amelynek labdarúgócsapatában elkezdődött a fokozatosan felfelé ívelő játékoskarrierje. A tehetséges fiatalokból álló gimnáziumi válogatott 1941-ben igazi hőstettet hajtott végre, amikor a 142 induló közül az első lett a magyar középfokú tanintézetek labdarúgócsapatai részvételével lebonyolított Szent László kupa-sorozatban. Az aktív pályafutását az ifjúkori álmai csapatában, az Ungvári SK Rusj-ban folytatta. (Az első bécsi döntés (1938. november 2.) értelmében Felvidék és Kárpátalja egyes részeit visszacsatolták Magyarországhoz, és a visszatért területek futballcsapatai bekapcsolódtak a magyar labdarúgó-bajnokságba. Az SK Rusj Ungvár az 1943/1944-es szezonban a megtisztelő 4. helyett harcolta ki az NB II Északi csoportjában. A következő szezonban több meccset már nem tudott lejátszani a magyar második osztályban, mert jött a front, a bajnokság félbeszakadt, illetve az első osztályú fővárosi csapatok részvételével hadi-bajnokságként decemberig folytatódott. Az Ungvári SK Rusj ezzel befejezte magyarországi szereplését.) 1945 folyamán a munkácsi válogatott-csapat tagjaként részt vett a megyei bajnokságban és az Ungvári Állami Egyetemre történt felvétele után az ottani válogatott csapatban is szerepet vállalt.
A II. világháborút lezáró párizsi békeszerződések Kárpátalját a Szovjetunióhoz csatolták, és az Ukrajna része lett. Ekkor Láver a korábbi csapattársai jelentős részével és az Ungvári AC több játékosával együtt átkerült az akkor szerveződő Ungvári Szpartak ukrán másodosztályú csapathoz, amely részvételükkel 1946-ban megszerezte az első országos bajnoki címet. Mindezen eredmények elérésében Láver Györgynek kiemelkedő szerepe volt, s ezért őt már 1948 júniusában - elsőként a kárpátaljai labdarúgók közül - meghívták a Kijevi Dinamo-ba. (Két hónappal később őt követte korábbi csapattársa Fábián János, ősszel pedig - a labdarúgás történetében egyedülálló módon - a Szpartak további hét oszlopos tagja is átigazolt a fővárosi sztárcsapatba, nevezetesen: Tóth Dezső, Mihalina Mihály, Juszt Ernő, Gazsó László, Szengetovszkij Zoltán, Godnicsák László és ifj. Györffy Zoltán. Ehhez, a magyar és csehszlovák labdarúgóiskolán felnövő, fiatal kárpátaljai tehetségekből álló csoporthoz két év múlva csatlakozott a munkácsi születésű Popovics Tibor is.) A Kijevi Dinamo utánpótlás kerete az ő részvételükkel 1949-ben kis-aranyérmeket szerzett az első ízben kiírt, a a szovjet tartalékcsapatok közötti országos bajnokságon. Ebből az országos sikerből ők mindannyian kivették részüket és több éven keresztül elismert tagjai voltak a kijevi nagy-csapatnak, és kiemelkedő eredményeket értek el országos és nemzetközi szinten.) A fővárosban három szezont töltött és a felsőfokú tanulmányai befejezése után, 1951-ben egy kis időre visszatért Ungvárra a Szpartakhoz. Egy év múlva azonban őt meghívtak a szinten első osztályú minszki Dinamo-ba, amelynek színeiben 1952-ben a Szovjet labdarúgókupa-sorozatban a nyolcaddöntőig jutott. A hazatérése után még két szezont töltött a másodosztályú Ungvári Szpartak-ban, amellyel 1953-ban másodszor is ukrán bajnok és az Ukrán kupa elődöntőse lett. Majd visszavonulva a versenysporttól, nyugdíjazásáig tanárként és iskolaigazgatóként dolgozott, de a sporttal nem hagyott fel és hosszú éveken keresztül a Kárpátaljai Labdarúgó Szövetségben vállalt különböző feladatokat.

## Sikerei, díjai
Magyarország
- Magyar bajnokság, II. Északi csoport
  - 4. hely: 1944

Ukrajna
- Ukrán bajnokság (másodosztály)
  - bajnok: 1946, 1953
- Ukrán kupa
  - elődöntős: 1953

Szovjetunió
- Szovjet kupa
  - negyeddöntős: 1946
  - nyolcaddöntős: 1952
- Szovjet tartalékcsapatok bajnoksága
  - bajnok: 1949

## Ajánlott irodalom
- Fedák László. Kárpátalja a sporteredmények tükrében (53., 55., 115., 136. és 137. oldal). Ungvár: Karpati (1994)
- Krajnyanica Péter. A kárpátaljai labdarúgás története (46., 79., 91., 109., 123. és 138. oldal). Ungvár: Karpati (2004)
- Mihalina László. Otthon minden kő megsegít... (30., 79. és 96. oldal). Vác: Kucsák Könyvkötészet és Nyomda (2011)

## Fordítás
- Ez a szócikk részben vagy egészben  a(z)   Лавер Георгій Михайлович című ukrán Wikipédia-szócikk ezen változatának fordításán alapul.  Az eredeti cikk szerkesztőit annak laptörténete sorolja fel. Ez a jelzés csupán a megfogalmazás eredetét és a szerzői jogokat jelzi, nem szolgál a cikkben szereplő információk forrásmegjelöléseként.